# 紅衣小女孩
紅衣小女孩是臺灣都市傳說，源自一段觀眾提供之V8靈異影片，該影片於1998年臺灣GTV電視台27台靈異節目《神出鬼沒》中公開播送，造成社會極大迴響。影片中記錄一個家族於1998年3月1日在臺中市北屯區大坑風景區風動石郊遊時，以錄影機拍攝了遊玩影片，卻發覺在其影像中，登山隊後方有一名身穿紅色童裝的「紅衣小女孩」，但臉孔卻十分蒼老，一如老嫗。參與郊遊的其中一人也隨即病死，故為此將影片寄到到靈異節目尋求解釋。此事引發了臺灣輿論爭議，有人說「紅衣小女孩」是山魅，也有人說是尋找替身的厲鬼。而科學論者則認為那只是另一團的一位脫隊遊客罷了，且是因為錄影機的光影因素，使其面部显得格外陰森。
还有一些人質疑影片是否經過變造，而該節目製作人在訪談節目中表示影片絕非造假。

## 相關作品
- 2010年漫畫（連載中）《冥战录》，作家韋宗成。
- 2015年電影《紅衣小女孩》，導演程偉豪。
- 2017年電影《紅衣小女孩2》，導演程偉豪。
- 2018年電影《人面魚：紅衣小女孩外傳》，導演莊絢維。

## 外部連結
- 臺灣大搜索登山合影　後面跟「紅衣小女孩」、親友亡　「揭謎」！
- 改編17年前真實靈異事件！《紅衣小女孩》找來許瑋甯、黃河挑戰驚嚇指數 （页面存档备份，存于）
- 完全破解「紅衣小女孩」　潘建志：看完保證你不再害怕 （页面存档备份，存于）